# Alegeri generale în Țările de Jos, 2017

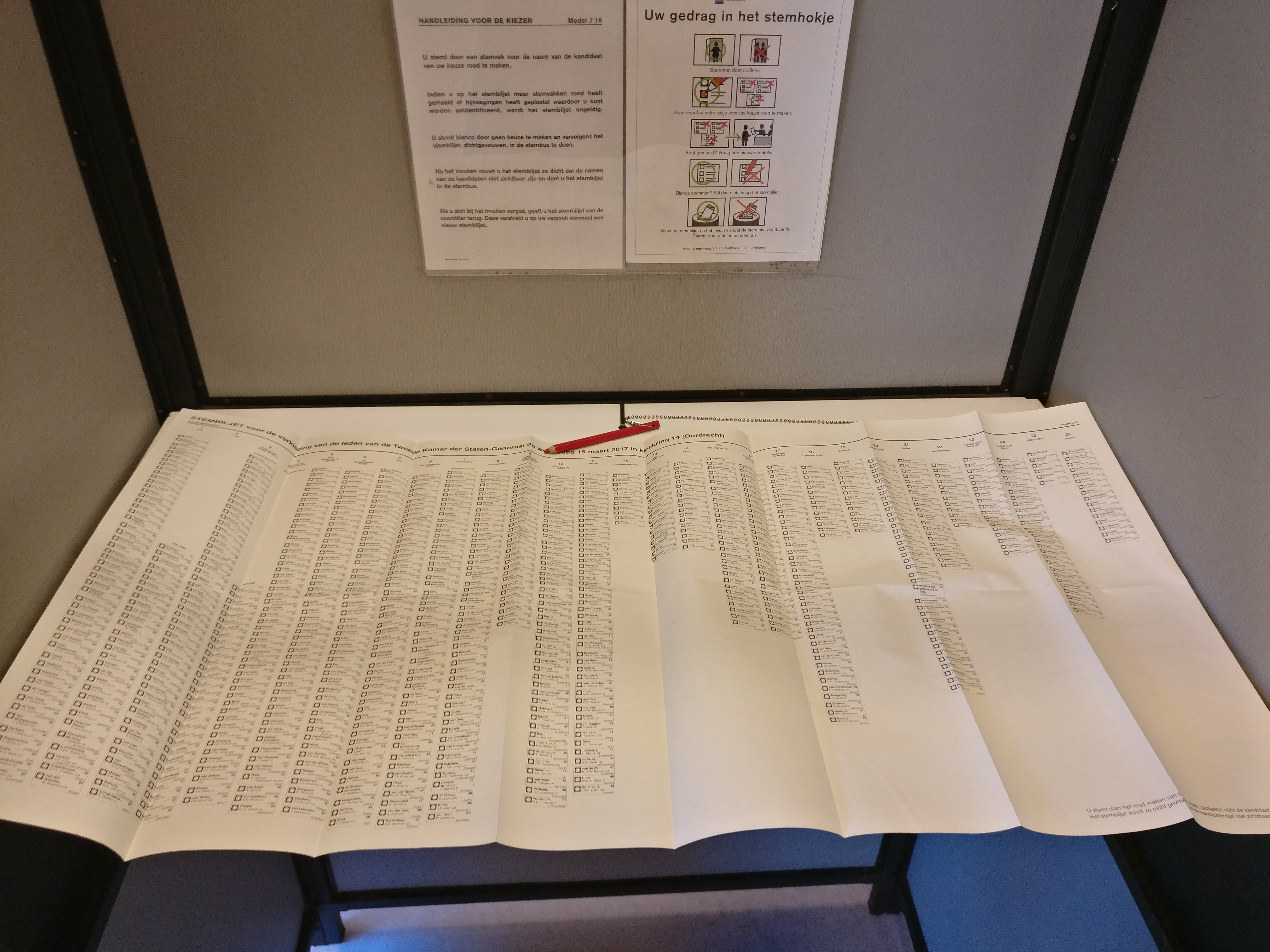
Buletin de vot

Alegerile generale au avut loc în Olanda în data de 15 martie 2017, pentru alegerea ceilor 150 de membri ai Camerei Reprezentanților.

## Partide
În total 28 de partide și 1.114 candidați s-au luptat pentru cele 150 de mandate în camera inferioară a Parlamentului.
| Listă | Partid                                          | Acronim | Candidat (Lijsttrekker)  |
| ----- | ----------------------------------------------- | ------- | ------------------------ |
| 1     | Partidul Popular pentru Libertate și Democrație | VVD     | Mark Rutte               |
| 2     | Partidul Laburist                               | PvdA    | Lodewijk Asscher         |
| 3     | Partidul Libertății                             | PVV     | Geert Wilders            |
| 4     | Partidul Socialist                              | SP      | Emile Roemer             |
| 5     | Apelul Creștin-Democrat                         | CDA     | Sybrand van Haersma Buma |
| 6     | Democrații 66                                   | D66     | Alexander Pechtold       |
| 7     | Uniunea Creștină                                | CU      | Gert-Jan Segers          |
| 8     | GroenLinks                                      | GL      | Jesse Klaver             |
| 9     | Partidul Politic Reformat                       | SGP     | Kees van der Staaij      |
| 10    | Partidul pentru Animale                         | PvdD    | Marianne Thieme          |
| 11    | 50PLUS                                          | 50+     | Henk Krol                |
| 12    | Partidul Antreprenorilor                        | OP      | Hero Brinkman            |
| 13    | VoorNederland                                   | VNL     | Jan Roos                 |
| 14    | DENK                                            | DENK    | Tunahan Kuzu             |
| 15    | Nieuwe Wegen                                    | NW      | Jacques Monasch          |
| 16    | Forumul pentru Democrație                       | FvD     | Thierry Baudet           |
| 17    | Mișcarea Civilă                                 | DBB     | Ad Vlems                 |
| 18    | Partidul Gândirea Liberă                        | VZP     | Norbert Klein            |
| 19    | GeenPeil                                        | GP      | Jan Dijkgraaf            |
| 20    | Partidul Piraților                              | PPNL    | Ancilla van de Leest     |
| 21    | Artikel 1                                       | AR1     | Sylvana Simons           |
| 22    | Niet Stemmers                                   | NS      | Peter Plasman            |
| 23    | Partidul Libertarian                            | LP      | Robert Valentine         |
| 24    | Lokaal in de Kamer                              | LidK    | Jan Heijman              |
| 25    | Jezus Leeft                                     | JL      | Florens van der Spek     |
| 26    | StemNL                                          | SNL     | Mario van den Eijnde     |
| 27    | Partidul pentru Om și Spirit                    | MenS    | Tara-Joëlle Fonk         |
| 28    | Partidul Liber Democrat                         | VDP     | Burhan Gökalp            |